# Querfurt

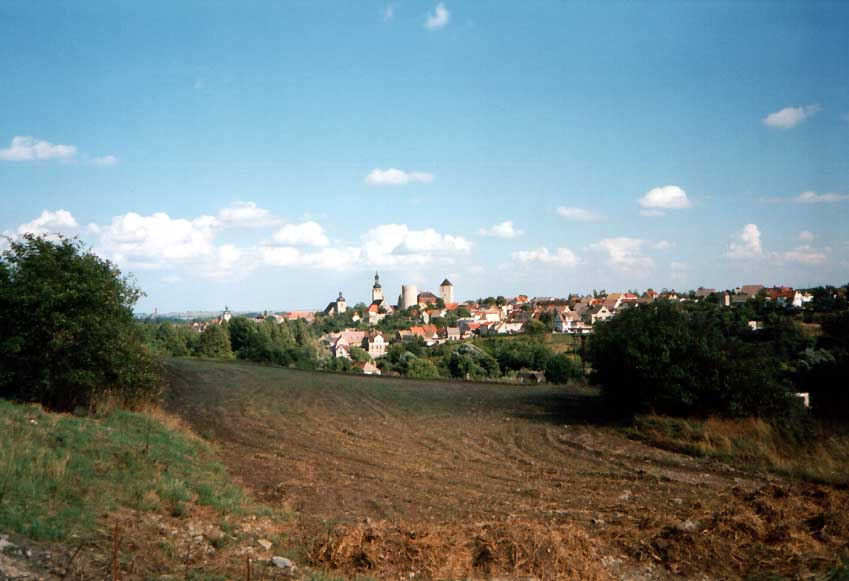
Zicht op Querfurt

Querfurt is een gemeente in de Duitse deelstaat Saksen-Anhalt, gelegen in de Landkreis Saalekreis. De plaats telt 10.454 inwoners.

## Indeling gemeente
De gemeente bestaat uit de volgende Ortsteile:
- Birkenschäferei, sinds 1-1-2004
- Gatterstädt, sinds 11-5-1994
- Gölbitz, sinds 2004
- Grockstädt, sinds 1-1-2004
- Hermannseck, sinds 2004
- Kleineichstädt, sinds 2004
- Landgrafroda, sinds 1-1-2004
- Leimbach, sinds 1-1-2004
- Liederstädt, sinds 1-1-2004
- Lodersleben, sinds 11-5-1995
- Niederschmon sinds 1-1-2004
- Oberschmon sinds 1-1-2004
- Pretitz, sinds 1-1-2004
- Spielberg, sinds 2004
- Thaldorf, sinds 1929
- Vitzenburg, sinds 1-1-2004
- Weißenschirmbach, sinds 1-1-2004
- Ziegelroda, sinds 1-1-2004
- Zingst, sinds 1-1-2004
- Zuckerfabrik Vitzenburg, sinds 1-1-2004

## Historie
zie vorstendom Querfurt

Kasteel
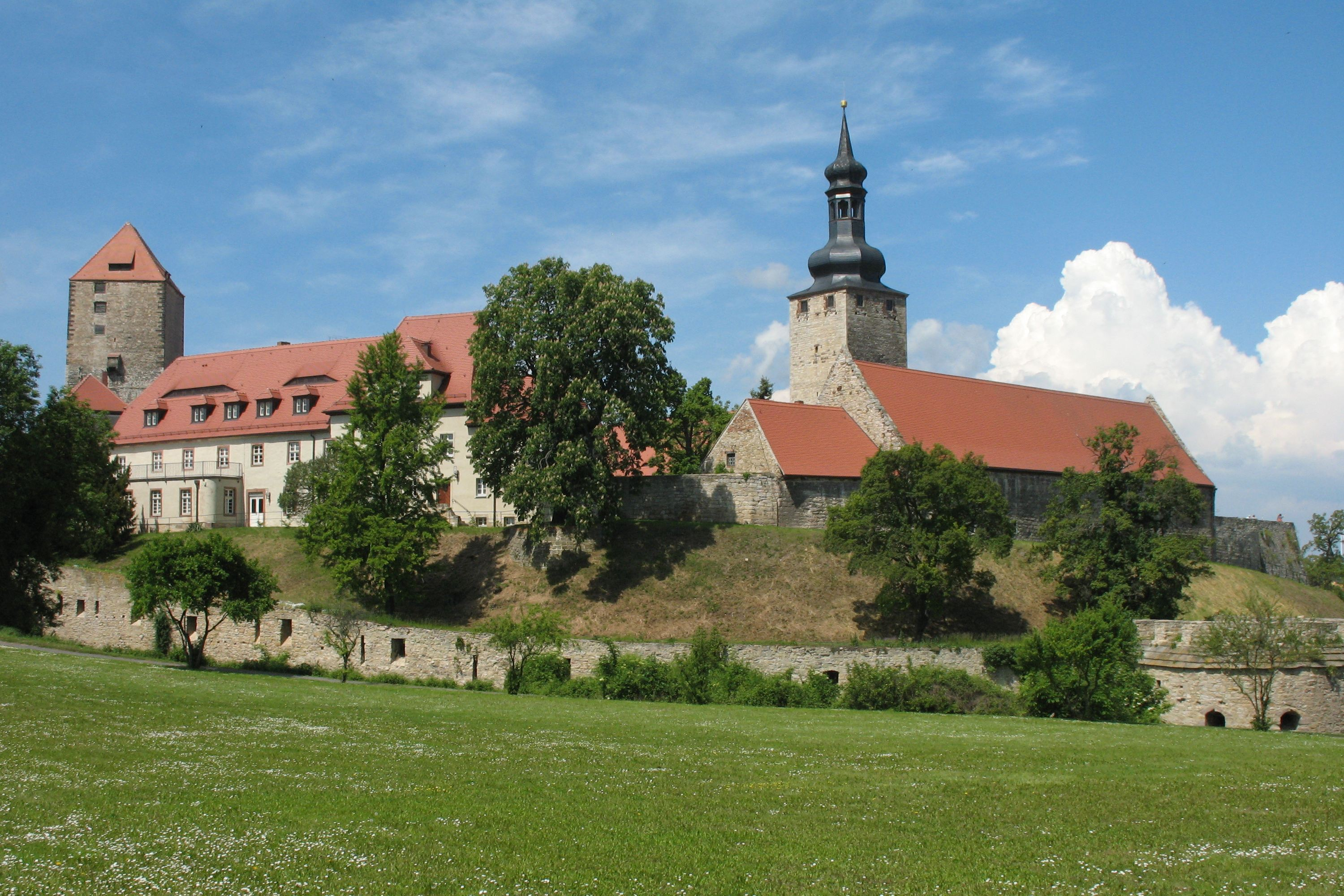
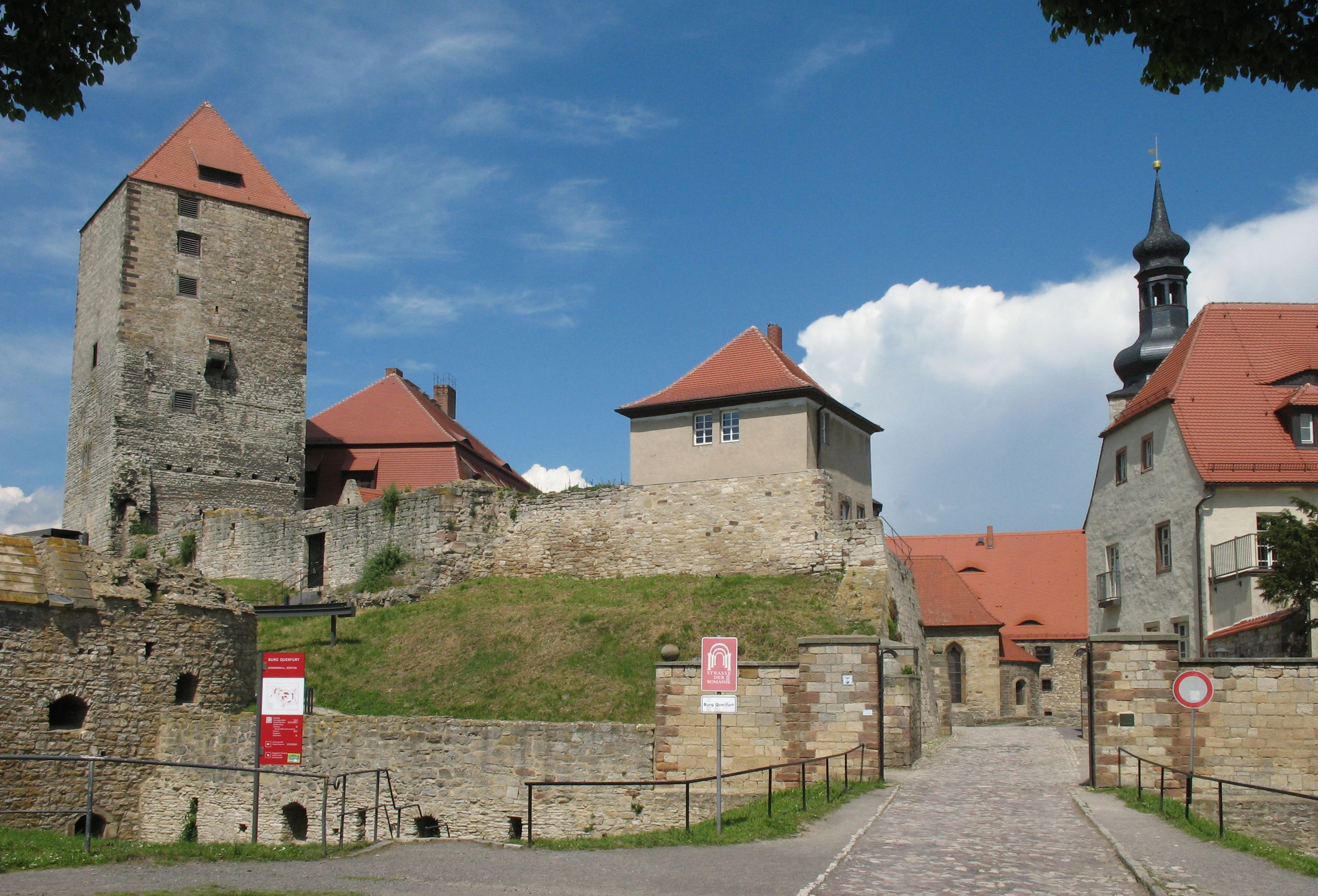
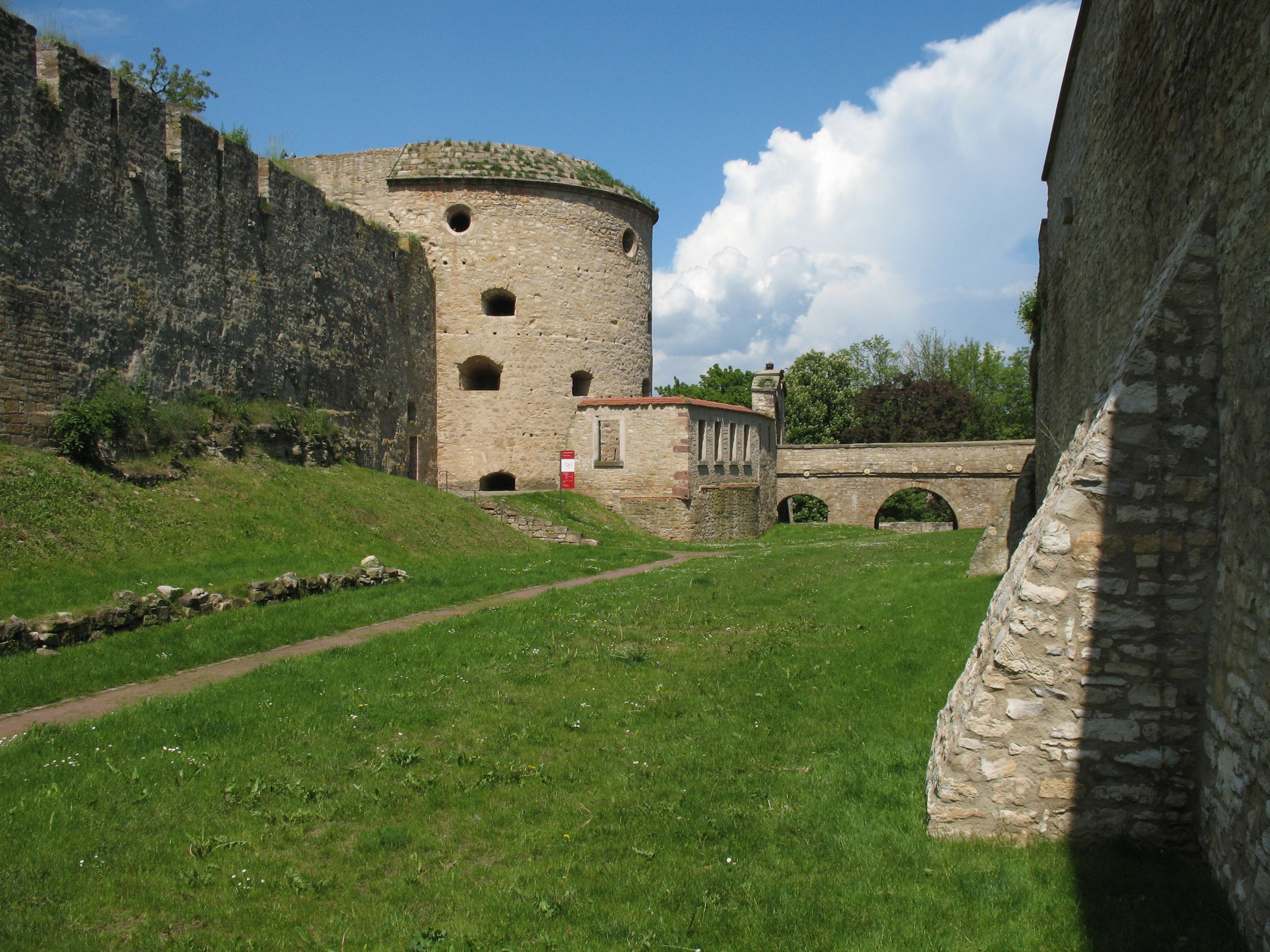

## Geboren
- Bruno van Querfurt (ca.974-1009), christelijke missionaris en martelaar
- Silke Renk (1967), speerwerpster

Bad Dürrenberg ·
Bad Lauchstädt ·
Barnstädt ·
Braunsbedra ·
Farnstädt ·
Kabelsketal ·
Landsberg ·
Leuna ·
Merseburg ·
Mücheln (Geiseltal) ·
Nemsdorf-Göhrendorf ·
Obhausen ·
Petersberg ·
Querfurt ·
Salzatal ·
Schkopau ·
Schraplau ·
Steigra ·
Teutschenthal · 
Wettin-Löbejün